# 宇佐美毅 (日本文学者)
宇佐美 毅（うさみ たけし、1958年2月26日 - ）は、日本の日本文学研究者。中央大学教授。

## 人物
東京都生まれ。仙台第一高等学校卒業。東京学芸大学教育学部卒業、同大学院修士課程中退。東京大学大学院修士課程修了、博士課程満期退学。2002年「日本近代文学成立期における小説表現の研究」で中央大学博士（文学）。1990年中央大学文学部専任講師、1993年同助教授、1998年同教授。2013年同大学院文学研究科委員長（～2017年）。2013年同評議員（～2021年）。2017年同文学部長・理事（～2021年）。
日本近現代文学専攻。近代文学成立期の研究から出発し、主に明治期の小説表現の変化を研究した。その研究では、明治期の翻訳文学・坪内逍遙・二葉亭四迷・広津柳浪・樋口一葉などを扱っている。その後は村上春樹を中心とした現代文学や、映画・テレビドラマを含めたフィクション研究をおこなっている。

## 著書

### 単著
- 『小説表現としての近代』おうふう、2004
- 『テレビドラマを学問する』中央大学出版部、2012

### 編著
- 『新日本古典文学大系明治編21　硯友社文学集』山田有策・猪狩友一と共校訂 岩波書店、2005
- 『村上春樹と一九八〇年代』千田洋幸と共編著　おうふう、2008
- 『村上春樹と一九九〇年代』千田洋幸と共編著　おうふう、2012
- 『村上春樹と二十一世紀』千田洋幸共編 おうふう 2016

### 共同執筆書
- 『詩う作家たち』 　野山嘉正 至文堂、1997
- 『論集樋口一葉』2 　樋口一葉研究会 おうふう、1998
- 『文学のこゝろとことば』第2集　 内田道雄・大井田義彰 七月堂、2000
- 『ジェンダーで読む愛・性・家族』 　岩淵宏子・長谷川啓　東京堂、2006
- 『恋愛・家族・そして未来』 　中央大学文学部　中央大学出版部、2006
- 『大学授業がやって来た！知の冒険』　 桐光学園中学校高等学校　水曜社、2008
- 『学びの扉をひらく―時間・記憶・記録―（上・下）』　中央大学文学部実践的教養演習　中央大学出版部、2022